# Берета 92
Берета 92 (итал. Beretta 92) је италијански полуаутоматски пиштољ конструисан 1975. године у фабрици Пјетра Берете. Пиштољ Берета 92 се одликује високом издржљивошћу, квалитетом и поузданошћу што га чини једним од најзаступљенијих пиштоља на свету, такође Берета 92 је своје место пронашао и као службено оружје у многим војскама и полицијама света. Данас се Берета 92 производи у бројним земљама локално под лиценцом, а Оружане снаге САД су га усвојиле под именом М9.

## Развој и дизајн
Берета 92 је развијена из ранијих Беретиних пиштоља као што су ,,Beretta M1923" и ,,Beretta M1951". Берету 92 су 1972. године пројектовали Карло Берета, Ђузепе Мазети и Виторио Вале, искусни дизајнерски тим на подручју ватреног оружја. Сам пиштољ је први пут произведен 1975. године. Отворена навлака је настала по узору на старију Берету М1923, док су алуминијумски рукохват и цев настали по угледу на Валтер П38, а претходно су били примењени на Беретином моделу М1951. Угао дршке и предњи нишан на навлаци су такође били својствени старијим моделима Беретиних пиштоља. Најзначајнија иновација на новом пиштољу је била у оквиру који је пружао директно храњење, ово је прво било примењено на ранијем моделу ,,Beretta Cheetah". Оквир за нови пиштољ је такође био дворедни, што је првобитно било примењено на белгијском пиштољу Browning HP.
Берета 92 је дизајнирана тако да се оквир са муницијом може лако стављати и вадити из пиштоља као и једноставно чишћење оружја. Тврда хромирана цев је заштићена од корозије. Добра прецизност Берете 92 осигурана је и приликом коришћења пригушивача. Тиме се Берета увелике разликује од Браунинговог комплексног дизајна цеви.
Даљим развојем (Берета 92/96 ) је додатно смањена тежина пиштоља коришћењем полимера и полимерских деривата, као и његова цена. Неки од делова који су израђени од тог материјала су сигурносна кочница и окидач. Такође је могуће обичним кућним алатом променити страну на којој се налази ослобађач оквира, уколико је корисник леворук.
На темељу Берете 92 израђено је неколико модела са сличним механизмом, као што је Берета 90two.
Стандардни оквир за Берету 92 је капацитета 15 метака али с обзиром да у појединим земљама постоје закони који ограничавају тај број на 10 метака, компанија је била приморана да ради извоза на поједина страна тржишта, развије оквире мањег капацитета. Овакви оквири имају дебље ивице да би се задржале исте димензије како би оквир могао да уђе у пиштољ као и сваки други.

## Еволуција
- 92

Први Беретин дизајн 92-ке чија производња је трајала од 1975. до 1983.
- 92S

Како би се задовољили захтеви неких служби које су користиле Берету, компанија је извршила неке измене на моделу 92 што је резултирало стварањем Берете 92С. Ту верзију користиле су неке италијанске војне и полицијске јединице. У каснијем развоју премештено је дугме за отпуштање оквира (модели 92 и 92С) што је значило да пиштољи нису могли користити оквире који су касније произведени, осим ако на њима нису направљени потребни урези.
- 92SB (92S-1)

Изузетно ретки модел који је у почетку назван 92С-1 а дизајниран је за потребе УСАФ-а које је издало јавни конкурс за увођење новог пиштоља у своје наоружање. Берета је управо с тим моделом победила на конкурсу.
Такође, на основу те верзије развијена је ,,Beretta 92SB Compact" с краћом цеви и оквиром капацитета 13 метака. Производила се од 1981. до 1991. године, а њу је заменио модел ,,Beretta 92 Compact L".
- 92F (92SB-F)

Модернизовани модел верзије 92СБ у којој слово Ф означава да је пиштољ био на америчким федералним тестирањима. С друге стране, пиштољ који су тестирале француске власти имао је ознаку Г.
Различитости у односу на модел 92СБ су другачији дизајн делова како би се што више поједноставило одржавање и чишћење оружја,
тврда хромирана цев је заштићена од корозије, нанос новог површинског премаза који пружа бољу отпорност на рђу у односу на претходни.
- 92FS

Значај овог модела је да ако дође до оштећења, навлака не може да излети од пиштоља. То је био Беретин одговор на примедбе о неисправним навлакама током војних испитивања.

## Копије

### Бразил
Берета је велики уговор имала за производњу овог пиштоља за потребе Бразилске војске па је стога изграђена фабрика у Бразилу. Ова фабрика је касније продата домаћем бразилском произвођачу Таурус који своју верзију производи под именом Taurus PT-92. Бразилцима није потребна лиценца јер је њихов пиштољ базиран на првобитној верзији Берете 92 чија патентна права су одавно истекла.

### Турска
Турска предузећа МКЕК и Гирсан производе Берету 92 за потребе турске војске и полиције који овај пиштољ користе као службени под именом Yavuz 16. Ови пиштољи су извожени у САД, Канаду, Колумбију, Грузију, Малезију и Сирију.

### Француска
Французи су под лиценцом производили Берету 92 за потребе своје војске и полиције, под именом PAMAS G1.

### Република Кина
Тајванци су направили свој пиштољ Т75, базиран на Берети 92, међутим визуелне и техничке разлике су минималне.

### Јужна Африка
Јужноафриканци од 1992 производе Берету 92 под лиценцом за потребе своје полиције и под ознаком Vektor Z88.

### Египат
Египат за потребе своје војске производи Берету 92 под лиценцом и то под именом Helwan 920. Једина разлика у односу на оригинал је што се ослобађач оквира на египатској верзији налази на дну оквира.

## Корисници
- Италија
- Авганистан
- Алжир
- Албанија
- Аргентина
- Јерменија
- Бангладеш
- Бразил
- Канада
- Колумбија
- Костарика
- Египат
- Француска
- Грузија
- Индија
- Индонезија
- Јапан
- Јордан
- Кувајт
- Луксембург
- Либија
- Малезија
- Мексико
- Монако
- Мароко
- Нигерија
- Непал
- Пакистан
- Перу
- Филипини
- Португал
- Република Кореја
- Русија
- Словенија
- Сингапур
- Шри Ланка
- Јужноафричка Република
- Судан
- Сирија
- Тајланд
- Тунис
- Турска
- Уједињено Краљевство
- Сједињене Државе
- Ватикан
- Вијетнам